# Roald Glacier
Roald Glacier är en glaciär i Antarktis. Den ligger i Sydorkneyöarna. Argentina och Storbritannien gör anspråk på området. Roald Glacier ligger 376 meter över havet. Den ligger på ön Coronation Island.
Terrängen runt Roald Glacier är kuperad åt sydost, men åt nordväst är den bergig. Havet är nära Roald Glacier österut. Trakten är obefolkad. Det finns inga samhällen i närheten. 